# ゆーきゃん
ゆーきゃん（10月 - ）は京都府在住のシンガーソングライターである。

## サポートメンバー
ゆーきゃん with his best friends
- 坂本健太郎（ピアノ）
- 石本学
- 柴田康平（サックス）
- ラリー藤本（ベース）
- 伊藤拓史（ドラム）

ゆーきゃん meets あらかじめ決められた恋人たちへ
- 池永正二
- クロセノブヒロ（ギター）
- 岩橋真平（ベース）
- G（ドラム）
- 岡村寛子
- 依田涼太
- 金子尚代（ピアノ・パーカッション・コーラス）

## ディスコグラフィー

### CD-R
1. 終わりの終わりさ、そして始まりの合図（2002年10月12日）
  1. post coda
  2. 桜
  3. プリズム
  4. マリー
  5. 夕暮れの街
2. youcan live（2005年10月8日）
  1. Van gogh (live at kobe varit)
  2. rhapsody (live at kobe varit)
  3. 背中 (feat.あらかじめ決められた恋人たちへ、live at Juso FANDANGO)
  4. 明けない夜 (acoustic guitar version)

### シングル
1. OKOME Vol.3（2006年5月24日）Keith John Adamsとのスプリット
  1. 詩月
  2. 月曜日
  3. 絵描きのうた（弾き語り 2005年某所でのライブ）

### アルバム
1. ひかり（2004年12月8日）
  1. 明けない夜
  2. 背中
  3. This is the song for you
  4. 天使のオード
  5. マリー
  6. 夕暮れの街1
  7. 地下鉄四番出口のひまわり
  8. 駐車場
  9. 桜
  10. 夕暮れの街2
  11. post coda(live)
2. sang（2007年2月7日/2007年6月27日）「ゆーきゃんwith his best friends」名義
  1. ラプソディ
  2. 詩月(album mix)
  3. 春を待つ
  4. 八月のブルー
  5. プリズム
  6. 真冬の兎
  7. 月曜日(album mix)
  8. 夕暮れの街(w.h.b.f version)
  9. エンディングテーマ
  10. sang

### 参加作品
1. 新宿ミーティング'03（2003年7月23日）
5.Post Coda
2. WORDS+WORTH（2003年11月21日）
6.Post Coda
9.地下鉄四番出口のひまわり
3. waikiki march（2004年10月6日）
15.桜